# Татарский костюм

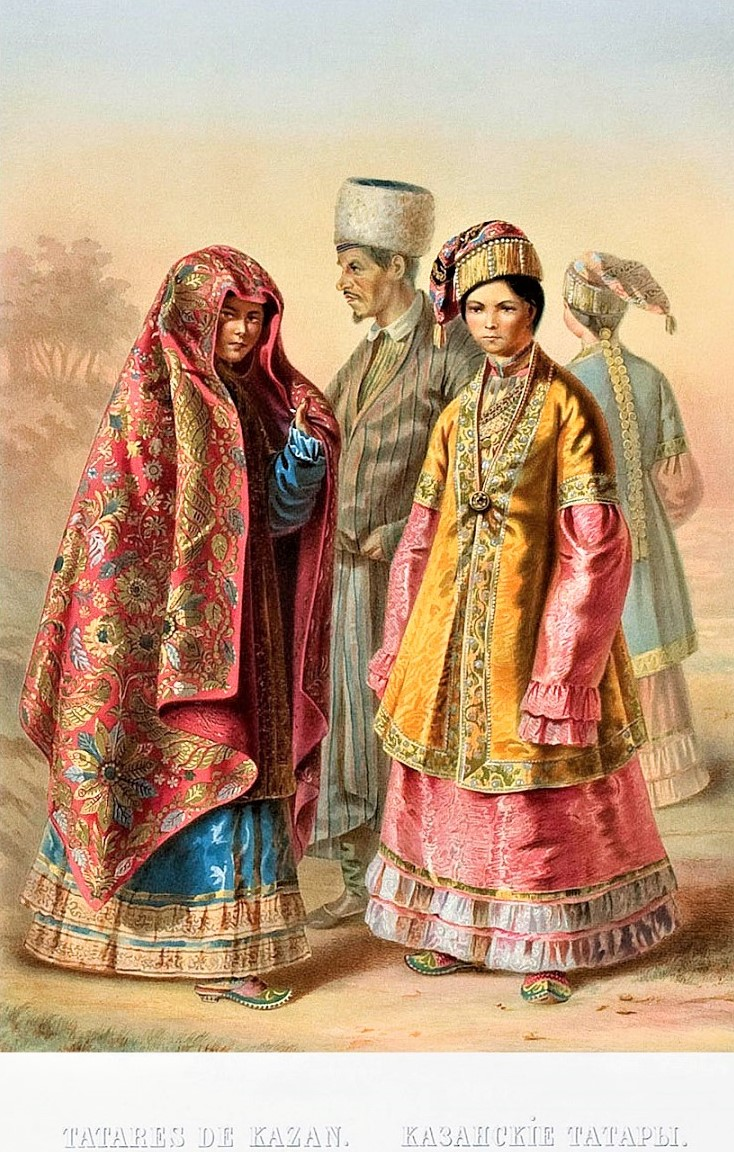
Казанские татары в национальных костюмах. 1862 г.

Татарский национальный костюм (тат. татар милли киемнәре) — традиционная одежда татар, комплекс предметов одежды, сложившийся на протяжении столетий среди татарского народа. Под татарским костюмом следует понимать весьма широкий спектр национальной одежды различных подгрупп татар. На формирование единообразного современного вида национального костюма значительное влияние оказал сформировавшийся в конце XIX века комплекс одежды поволжских татар. Сильное влияние на татарский костюм оказали также традиции восточных народов и ислам. В современном виде татарский костюм сложился к началу XIX века, времени бурного развития татарского торгового капитала, нацеленного царским правительством на торговлю со Средней Азией.
В настоящее время национальный костюм используется в основном в качестве сценического реквизита. Однако костюмы, надеваемые представителями татарской эстрады (а также на официальных мероприятиях вроде торжественных встреч гостей) и представляемые как народные, стилизованы до такой степени (в частности, перегружены декоративными элементами), что зачастую имеют мало чего общего с аутентичными образцами (стоит отметить, что в среде крещёных татар бытуют ансамбли народной ансамбли, участники которых носят аутентичные народные костюмы, а). Несколько более достоверные образцы народных костюмов носят участники Сабантуя. Помимо этого, отдельные элементы татарского костюма, такие как тюбетейка, и френчи, схожие по форме с татарскими кафтанами, получили распространение у некоторых чиновников Татарстана при президенстве Рустама Минниханова, следуя его примеру, поскольку лично сам глава республики появлялся именно в одежде, приближенной к народной. Именно при его президентстве народный костюм стал надеваться на свадьбы и никахи. Помимо Минниханова, интерес к народной одежде и близкой к ней подогревает заместитель председателя исполкома Всемирного конгресса татар Ринат Закиров. Также, на данный момент многие модельеры и дизайнеры Татарстана создают свои коллекции именно на основе татарского национального костюма, некоторые из них обслуживают, в том числе, и элиту РТ.

## Основные элементы

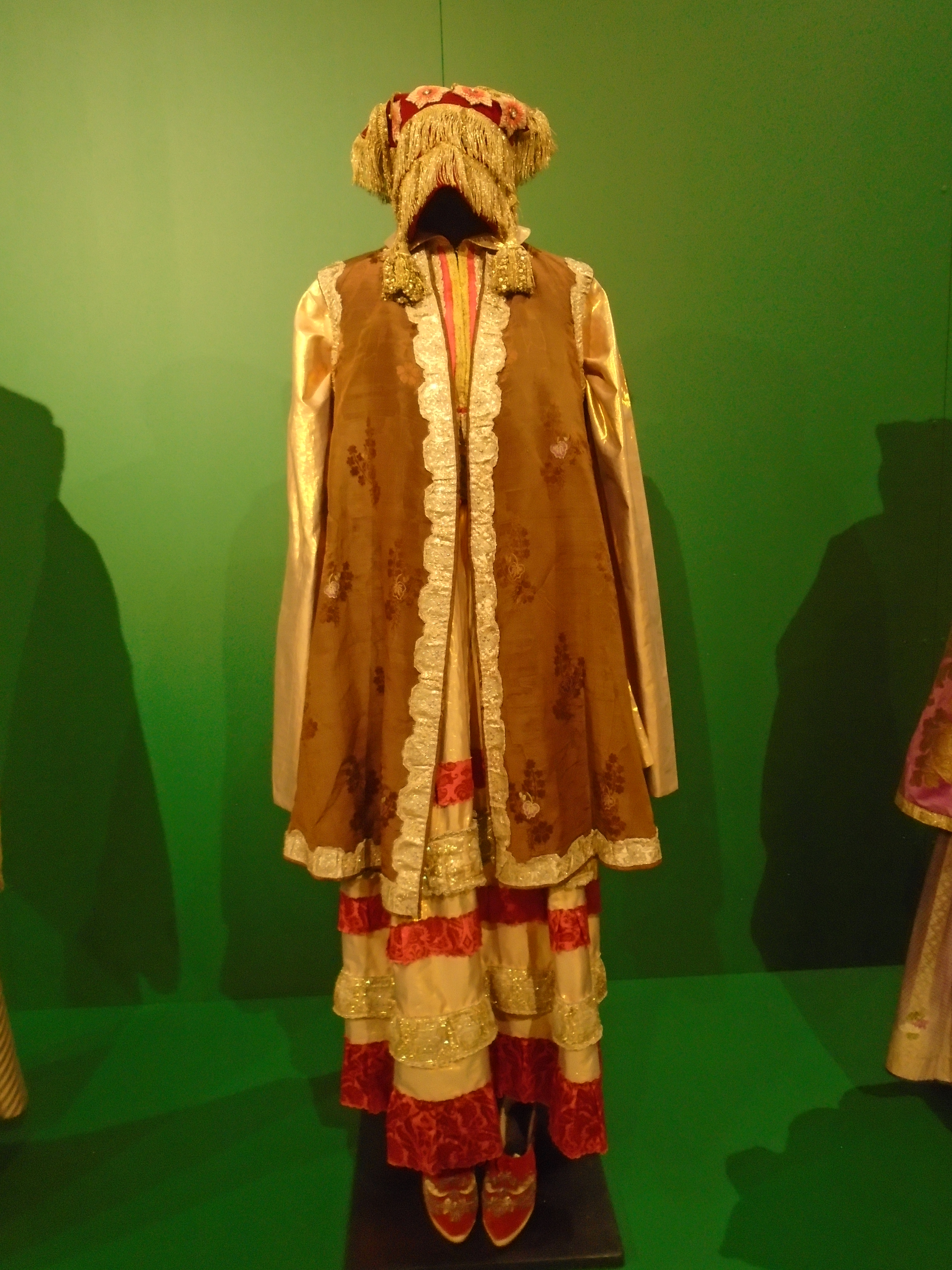
Женский городской костюм казанских татар, из собрания национального музея РТ

Основу костюма, как и у других тюркских народов, составляют туникообразная рубаха (тат. күлмәк) и шаровары (тат. ыштан) с широким шагом, поверх которых надевались бешмет, чекмень и казакин.
Мужчины в начале-середине XIX века носили нижние штаны (тат. штан) из светлой тонкой ткани и верхние (тат. чалбар) из тёмной и более плотной, часто в полоску (поскольку шились из пестряди). Женские штаны были однотонными. Праздничные штаны, в том числе штаны жениха (тат. кияү ыштаны) шились из домотканины с мелкими и яркими браными узорами.
В начале XIX века рубаха состояла из загнутого поперёк полотнища, обладала ластовицами, но не имела шва на плечах. В середине XIX века входят в обиход штаны городского покроя (ставшие общераспространёнными в начале XX века), а во второй половине XIX-го века рубахи из фабричных тканей. Рубахи конца XIX века, помимо фабричного происхождения тканей, также со скошенными плечами и круглыми проймами, обычно с отложным воротником. В отличие от русских косовороток, разрез у татарских рубах всегда прямой, от рубах окружающих их народов (кроме русских, это марийцы, удмурты, башкиры, эрзя и мокша) татарские отличались большей длиной и тем, что мужские никогда не опоясывались. Воротник по большей части был стоячим (в особенности у казанских татар), отложной воротник присутствовал у праздничных рубах (например, на свадебных). Нательные рубахи мишарей (сергачской группы) ещё в конце XIX века обладали отложным воротником. Женские рубахи по покрою идентичны мужским, но были длинными, доходя почти до щиколоток. В середине XIX века состоятельные татарки носили рубахи из покупных «китайчатых» тканей (легкого шёлка, шерсти, хлопчатобумажной материи и тонкой парчи). Непременным атрибутом женских рубах был нагрудник-манишка (тат. күкрәкчә, түшелдрек), надевавшийся под рубаху с традиционно глубоким (без приполка) грудным разрезом, чтобы скрыть щель на груди. Вполне вероятно, что именно из-за этого нагрудники могли украшаться вышивкой и аппликацией.
В конце XIX-го века в декоративном обрамлении получают распространение мелкие оборки (тат. бала итәк). Нередко вся часть подола женской рубахи украшалась оборками в несколько рядов.
В конце XIX века среди городской интеллигенции традиционная одежда вытесняется общеевропейской.

## Верхняя одежда
Лёгкой домашней верхней одеждой служил камзол (тат. камзул).
Выходя на улицу, мужчины надевали различные виды кафтанов. К ним относились казакин с приталенной спинкой, джилян с прямой спинкой и чекмень. Чекмень представляет собой приталенную длиннополую, крестьянскую демисезонную одежду. В начале-середине XIX века камзолы, казакины и джиляны выполнялись из ярких цветных тканей, таких как шёлк и парча. В свою очередь чекмени были шерстяными, и шились из однотонных тканей тёмных цветов. Зимней верхней одеждой служили шубы и утеплённые бешметы. В начале XX века воротник у прямоспинных суконных шуб и летних чекменей становится отложным и закруглённым. В целом традиционная верхняя одежда стала приближаться к городской. У мишарей, ввиду широкого применения домотканины, и в конце XIX — начале XX века сохранялись предметы одежды из домашнего сукна: приталенный зыбын и прямоспинный чапан с отложным воротником.
Одной из важных черт татарской верхней является то, что планка всегда перекрывает пуговицы, а запа́х всегда левый (чего на френчах, схожих с татарскими кафтанами, зачастую не присутствует).
В качестве верхней одежды часто надевался халат. Слово халат имеет происхождение от арабского слова хильгат, верхний элемент рабочей одежды. Также была и чоба — легкая, без подкладки, верхняя одежда. Шили её, как правило, из льняных или конопляных тканей домашнего производства, длиной чуть ниже колен. У девушек украшением костюма являлась жилетка или фартук.

## Головные уборы
Мужские головные уборы делились на нижние, носившиеся дома, и верхние, носившиеся на улице. Среди мужских головных уборов особое место заняла тюбетейка (тат. түбәтәй, такыя), надевавшаяся на макушку. Она являлась нижним головным убором. В середине XIX века она была четырёхклинной, полусферической формы, впоследствии тюбетейка стала цилиндрической или представляла собой усечённый конус. Для вентиляции и сохранности формы тюбетейка простёгивалась, для чего между строчками закладывали конский волос или шнур. Тюбетейки шились из ярких тканей с рисунком, тюбетейки юношей и мужчин средних лет вышивались, в том числе и золотом, или украшались аппликацией из позументных лент. Тюбетейки стариков были намного скромнее. Тюбетейки нового образца (тат. кәләпүш) с плоским верхом и твёрдым околышем изначально получили распространение в городе, позднее проникнув на село. Они, в свою очередь, изготавливались из тёмных тканей, и вышивались нитями, не контрастировавшими с основной тканью тюбетейки (например, синяя тюбетейка вышивалась синим бисером). Верхними головными уборами служили войлочная шляпа (тат. тула эшләпә), надевавшаяся на тюбетейку, и чалма, также повязывавшаяся поверх неё.
Часть национальной интеллигенции в конце XIX — начале XX веков, следуя тогдашней моде подражания турецким традициям, начала надевать фески. Считается, что именно под их влиянием появились тюбетейки-кәләпүш.
Женские головные уборы характеризуются чёткой возрастной дифференциацией. На непокрытую голову женщины надевали волосник, представлявший собой в простейшей форме повязку без твёрдого налобника собирался на шнур, что придавало форму чепца. Он представляет собой один из наиболее архаичных элементов татарского женского костюма. Волосник сибирских татар, сарауц, носился под полотенчатые головные уборы, выполнялся из тканей вроде шёлка или бархата и вышивался золотом. Самым распространённым девичьим головным убором служил калфак, известный у всех этнических групп татар. Калфак представлял конусовидную с кисточкой на конце, отбрасывавшимся назад или набок. Калфак надевался вместе со специальной повязкой-украшением (тат. ука-чачак). Однако селянки не носили его.
В холодное время года на улице и мужчины, и женщины, носили полусферическую шапку (тат. бүрек), либо меховую, либо стёганую с меховым околышем. Так, мужчины носили четырёхклинную шапку с меховым околышем конусовидной формы (тат. камалы бүрек), а в городе носили каракулевые шапки (тат. кара бүрек) и шапки из серой бухарской мерлушки (тат. данадар бүрек).

## Обувь

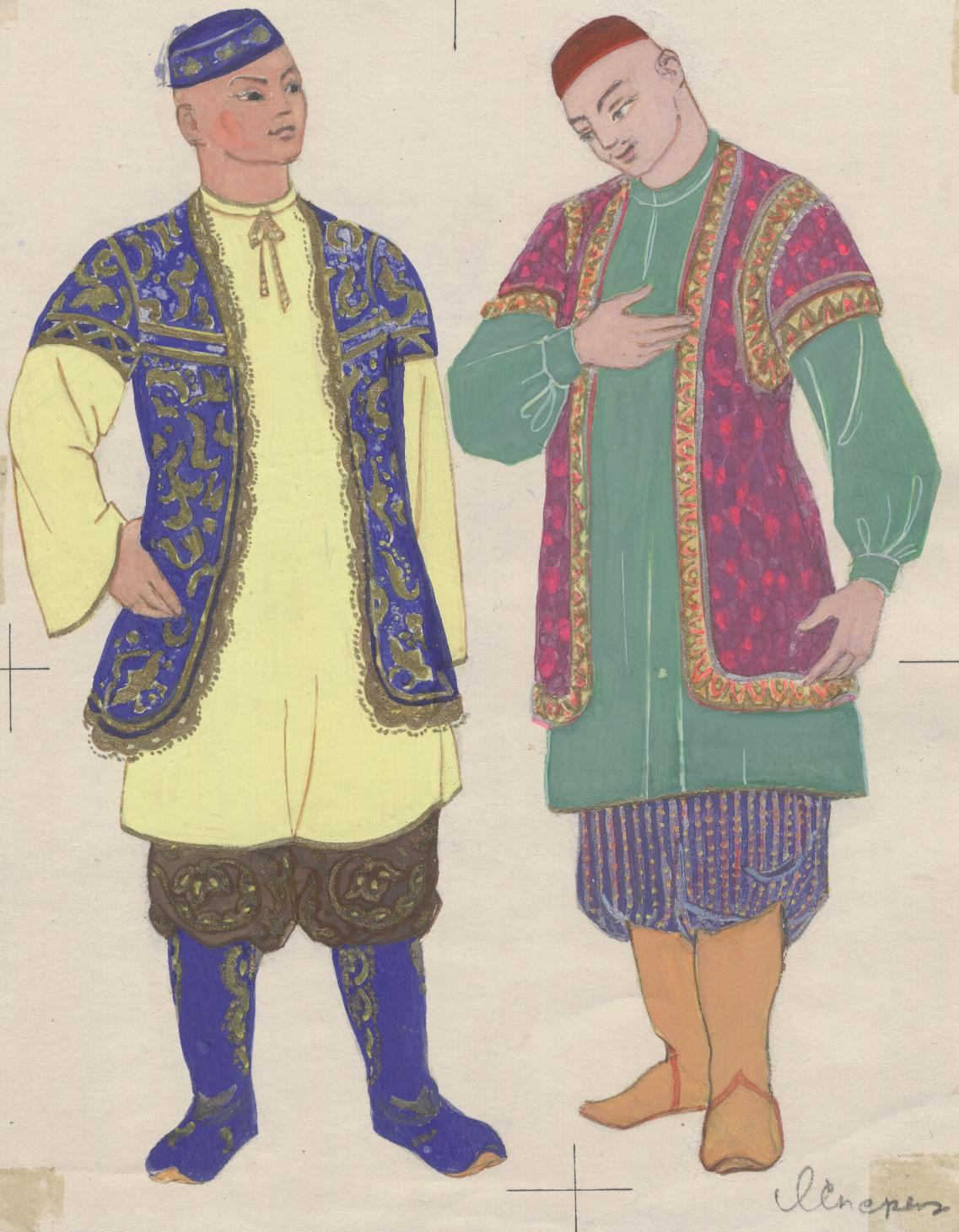
Мужской татарский костюм, эскиз Любови Сперанской к альбому «Костюм казанских татар» (1972 г.)

Наиболее распространённой у татар была кожаная, лыковая и валяная обувь. В качестве обуви у городских татар, а также зажиточных селян и духовенства было широко распространено ношение ичиг (тат. читек), мягких кожаных сапог до колена. Ичиги изготовлялись из сафьяна, юфти и хрома. Мужские ичиги, как правило, были чёрные, женские были короче и не имели отворотов. Выходя на улицу, на ичиги надевали кожаную обувь с твёрдой подошвой (тат.  кәвеш, ката), а зимой — валенки (тат. киез итек, пима, пуйма), как и до колен, так и более низкие. По праздникам женщины носили сапоги каюлы читек, украшенные кожаной аппликацией. У кожаных башмаков, служивших выходной обувью, носок и задник кроились отдельно, сходясь в середине, образуя специфическую выемку. Наиболее традиционными считаются кожаные туфли с остроконечным, слегка поднятым носком. В сельской местности носили лыковые лапти (тат. чабата), служившие рабочей обувью. Лапти были как и прямого, так и косого плетения. Также существовали лыковые башмаки, напоминавшие кожаные, и нередко имевшие кожаную или деревянную подошву. У кряшен лапти были самой распространённой обувью, нагайбаки носили их до середине XX века.
Под обувь надевали чулки (тат. оек), различавшиеся и покроем, и материалом. Лапти носили с суконными (тат. тула оек) или вязаными (тат. бәйләгән оек) чулками белого цвета. Суконные чулки до колен были наиболее распространёнными. Помимо чулок, носили онучи-портянки (тат. аякчу, аяк чолгау), представлявшие суконные ленты длиной 60-80 см и носившиеся вместе с ичигами или чулками. Женихи носили орнаментированные онучи (тат. кияү аякчу), торчавшие из-под голенищ сапог, как правило, дарившиеся невестой.

## Различия между одеждой этнических групп татар
Мусульманские группы татар на протяжении XIX-го и начала XX веков осваивали элементы казанско-татарского костюма на фоне общеевропейских культурных традиции. В свою очередь, на одежду принявших православие кряшен оказывалось сильное влияние более крупных христианских народов (так, нагайбаки практически полностью перешли на русский казачий костюм, а молькеевские кряшены почти полностью восприняли народный костюм чувашей-анатри)
В целом одежда мишарей идентична одежда казанских татар, и отличалась лишь в некоторых деталях. Праздничные мужские рубахи XIX века шились из пестряди, а повседневные — из отбеленного холста (тат. ак күлмәк), ворот украшался вышивкой и узкой тесьмой. У мишарей бытовали лапти мордовского типа. Женская одежда сохраняла большую самобытность. Женские рубахи конца XIX века шились из домотканой пестряди в мелкую красно-белую клетку. По подолу мишарские женские рубахи украшались оборками. По разрезу груди, на рукавах и подоле они украшались кумачными нашивками.
Для казанских татарок и кряшенок была характерна рубаха с верхним воланом (тат. өске итәкле күлмәк), а у мишарок — с нижним. Рубаха сергачских мишарей (тат. юле күлмәк) обильно украшались на груди, плечах и подоле аппликацией из ярких и разноцветных матерчатых нашивок. Кроме того, у сергачских мишарей в гардеробе пожилых женщин сохранялась белая холстяная рубаха, украшенная вышивкой и кумачными нашивками.
Для костюма крымских и астраханских татар было характерно золотное шитьё. Крой крымскотатарских рубах весьма своеобразен и связан с турецкими традициями. Однако некоторые исследователи находят в них отличия, не связанные с турецкими традициями, такие как ластовицы и подкройные боковины, присутствовавшие в рубахах, бытовавших на крымском побережье. Преобладающей техникой вышивки была бытовавшая исключительно у крымских татар глухая двухсторонняя
гладь (крымскотат. татар эшләме) без предварительного настила, имеющая свыше шестидесяти оригинальных швов.

## Галерея

Татарский народный костюм из экспозиции выставки «Казанское Поволжье: образы народной культуры»
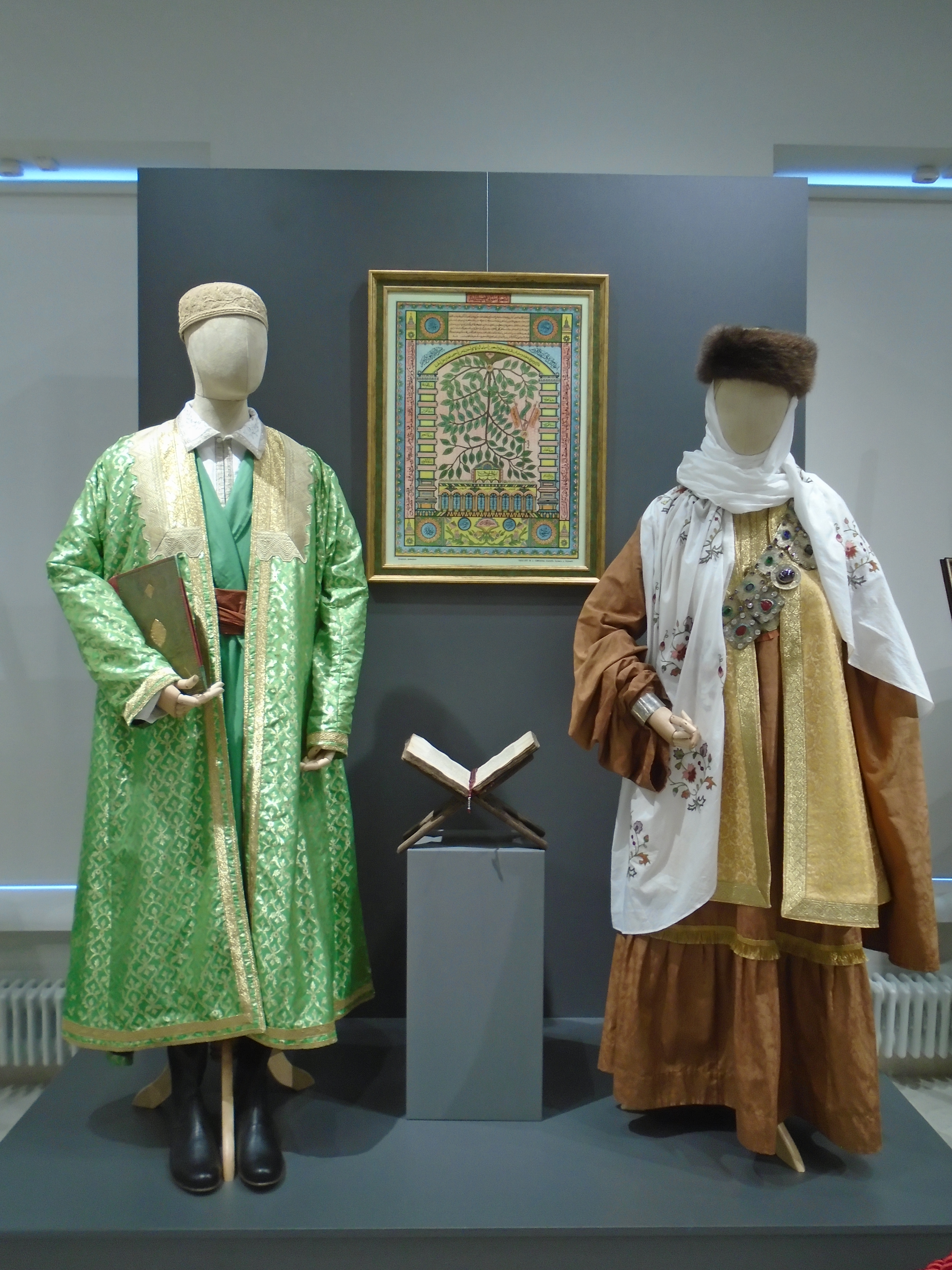
Городская одежда (мужской костюм — середина XIX в., женский — середина-конец XIX в.)
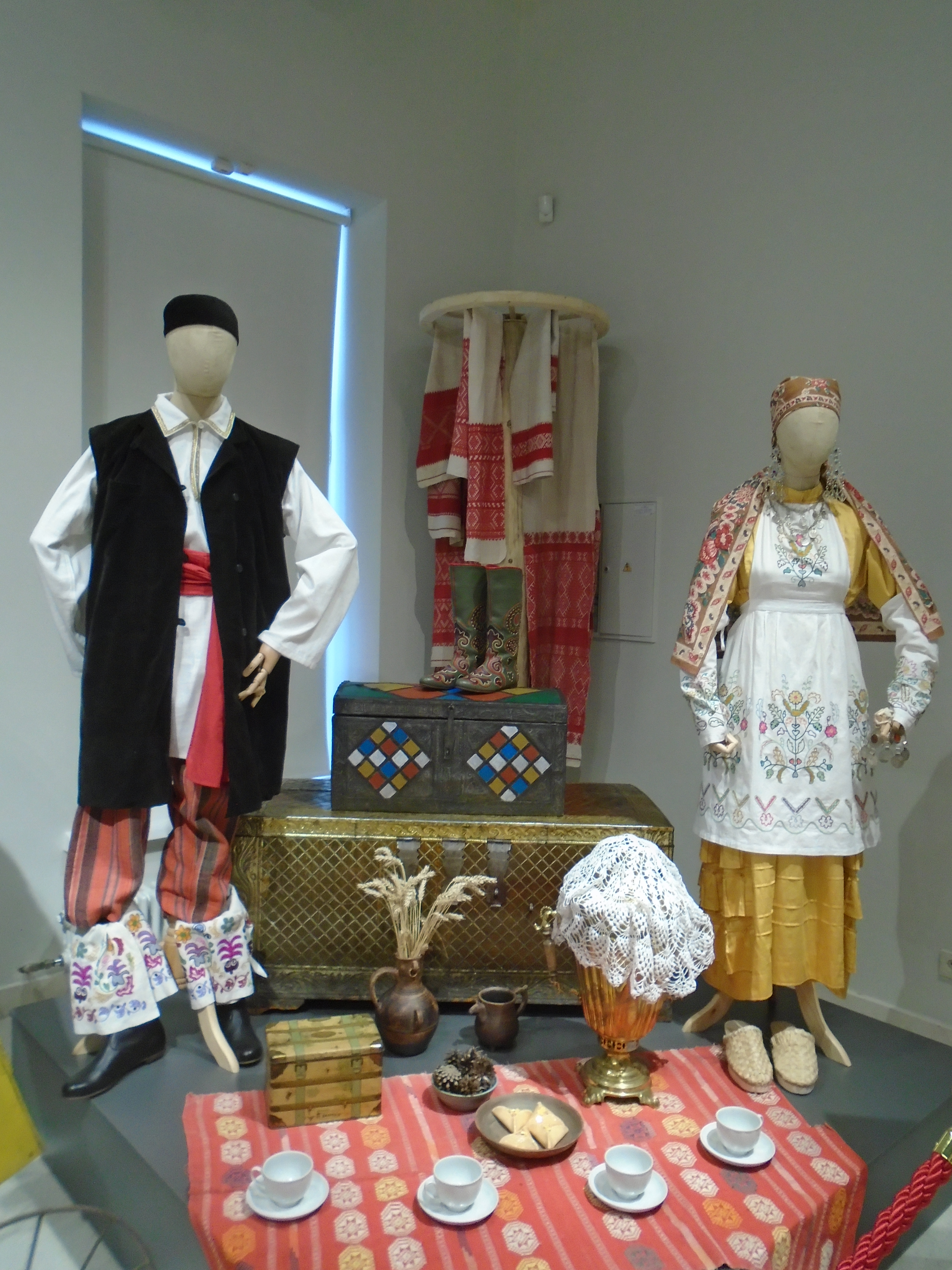
Костюм казанских татар-селян
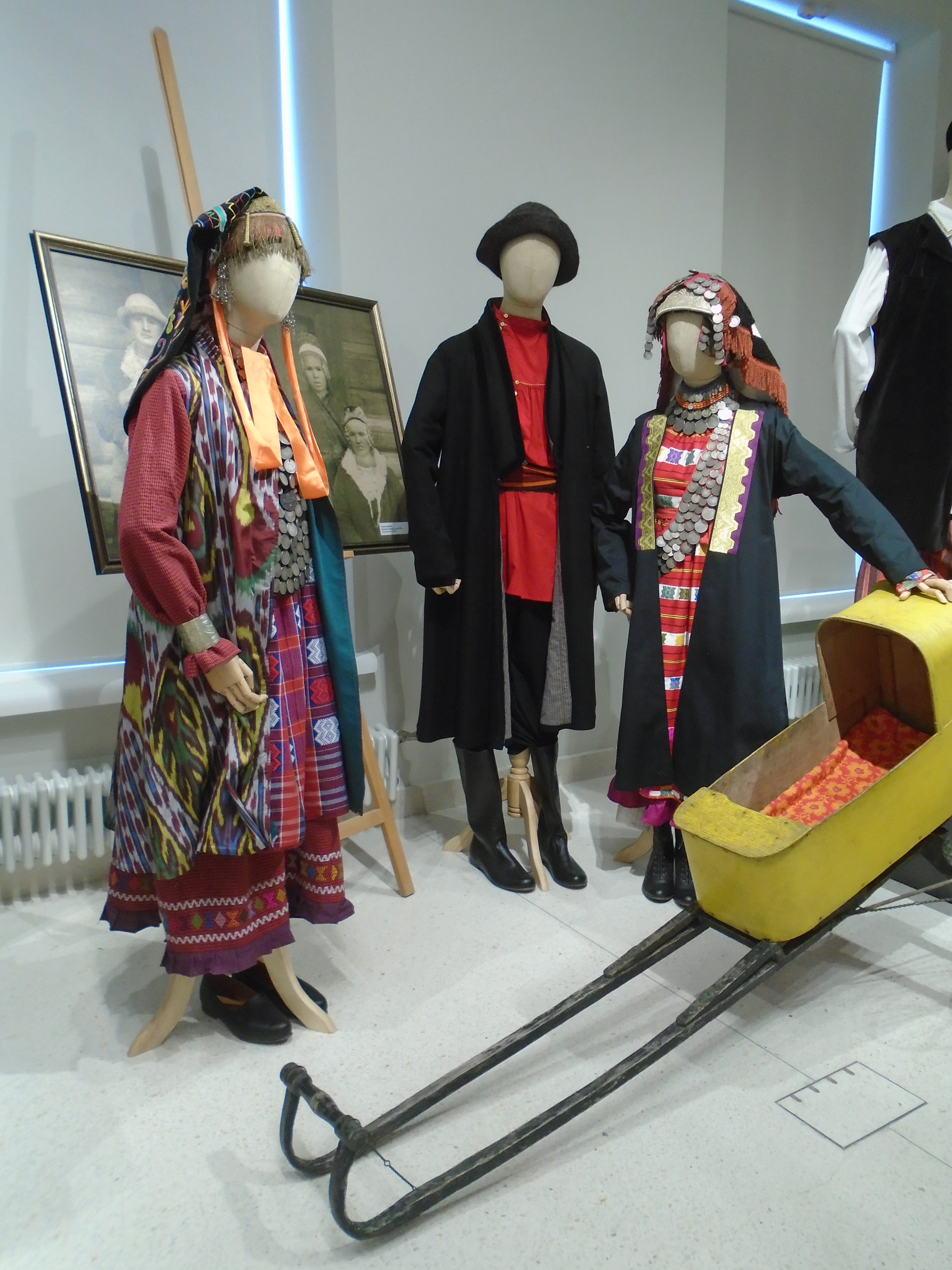
Костюм кряшен Лаишевского уезда Казанской губернии, справа налево — девичий праздничный костюм, мужской костюм, праздничный костюм молодой женщины